# Meisterwerke orientalischer Literaturen
Meisterwerke orientalischer Literaturen ist eine von Hermann von Staden (1868–1927) herausgegebene Buchreihe in deutschen Originalübersetzungen. Sie erschien unter Mitwirkung verschiedener Orientalisten in insgesamt neun Bänden in München im Verlag Georg Müller in den Jahren 1913–1924.

## Übersicht
- Asobi. Altjapanische Novellen. Ins Deutsche übertragen von Paul Kühnel. – Enthält: Taketori Monogatari, Sumiyoschi Monogatari und von Riutei Tanehiko Die sechs Wandschirme (Ukiyogata rokumai byobu).
- Chinesische Novellen. Aus den Sammlungen Kin-ku-ki-kuan, Lung-tu-kung-ngan und Liao-tschai-tschi-i. Ins Deutsche übertragen von Paul Kühnel.
- Katharatnakara. Das Märchenmeer. Eine Sammlung indischer Erzählungen von Hemavijaya. Ins Deutsche übersetzt von Johannes Hertel.
- Mesnevi oder Doppelverse des Scheich Mewlana Dschelal ed din Rumi. Aus dem Persischen übertragen von Georg Rosen.
- Sukasaptati. Das indische Papageienbuch. Aus dem Sanskrit übersetzt von Richard Schmidt.
- Hikayat Hang Tuah. Die Geschichte von Hang Tuah. Aus dem Malayischen übertragen von Hans Overbeck.
- Vetalapantschavinsati. Die 25 Erzählungen eines Dämons. Aus dem Indischen ins Deutsche übersetzt von Heinrich Uhle.